# Schlacht am Acheloos
Die Schlacht am Acheloos fand im späten Frühling oder Frühsommer 1359 am Fluss Acheloos in Ätolien-Akarnanien statt. Albanische Truppen unter der Führung von Peter Losha und Gjin Bua Shpata besiegten den Despoten von Epirus, Nikephoros II. Dukas.

## Hintergrund
Nach dem Tode des serbischen Kaisers Stefan Dušan (1346–1355) kam es im Gebiet des ehemaligen Despotats Epirus zu Machtkämpfen rivalisierender serbischer, griechischer und albanischer Feudalherren und Warlords. 1356 kehrte Nikephoros II. Dukas mit Duldung seines Schwagers Simeon Uroš Palaiologos aus dem byzantinischen Exil nach Epirus zurück und unternahm in Ioannina einen Restaurationsversuch. Dagegen erhoben sich die nach Unabhängigkeit strebenden albanischen Magnaten.
Den offiziellen Vorwand für ihren Aufstand lieferte Nikephoros mit der Verstoßung seiner bisherigen Frau Maria Kantakuzena, einer Tochter des byzantinischen Kaisers Johannes VI. Von ihr ließ er sich 1357 scheiden, um Dušans Schwägerin Theodora, eine Schwester des bulgarischen Zaren Iwan Alexander, heiraten zu können. Maria sollte zudem an die Serben ausgeliefert werden, konnte sich jedoch der Unterstützung albanischer Adliger versichern und wurde nach Morea zu ihrem dort regierenden Bruder Manuel Kantakuzenos gebracht. Nikephoros war schließlich gezwungen, Maria zurückzurufen, entschied sich zugleich aber, gegen die immer mächtiger werdenden Albaner militärisch vorzugehen.

## Die Schlacht
Nikephoros II. Dukas sammelte seine Truppen im späten Frühjahr 1359 und zog von Ioannina nach Süden in das von Albanern besiedelte Ätolien. Am Fluss Acheloos kam es zum Zusammentreffen mit einer von Peter Losha und Gjin Bua Shpata angeführten albanischen Streitmacht. Nikephoros fiel in der Schlacht, seine Armee wurde vernichtet.

## Folgen
Um eine Besatzung durch albanische Truppen abzuwenden, unterwarfen sich die epirotischen Städte dem Kaiser Simeon Uroš, der das verbliebene Gebiet des Despotats zwischen sich und dem Woiwoden Hlapen aufteilte; in Ioannina setzte er seinen Schwiegersohn Thomas Preljubović als Gouverneur ein. Peter Losha und Gjin Bua Shpata errichteten in Arta und Angelokastron (seit 2011 ein Ortsteil von Agrinio) eigene Fürstentümer. Da Uroš die beiden albanischen Feudalherren militärisch nicht vertreiben konnte, versuchte er die Kontrolle über Südepirus und Ätolien-Akarnanien wenigstens indirekt aufrechtzuerhalten, indem er Losha und Shpata als Despoten anerkannte und somit formell seiner Suzeränität unterordnete. Bis 1367 kam fast ganz Epirus (mit Ausnahme von Ioannina) unter die Herrschaft der Albaner, die wegen ihrer Clan-Struktur allerdings kein zentralisiertes Staatswesen aufbauen konnten.